# Srobotnik pri Velikih Laščah
Srobotnik pri Velikih Laščah je naselje v Občini Velike Lašče.